# Enargia kansuensis
Enargia kansuensis là một loài bướm đêm trong họ Noctuidae.